# 42-es busz (Pécs)
A pécsi 42-es jelzésű autóbusz a nagyárpádi városrészt kapcsolja össze a Belvárossal. A vasútállomástól indul, és a Temető keleti kapujának érintésével jut el Nagyárpád Fő térre. 30 perc alatt teszi meg a 11,4 km-es utat.

## Története
1949. április 30-án indult az első járat Széchenyi tér – Postavölgy – Nagyárpád útvonalon. 1976. augusztus 31-én a régi Piac téri távolsági pályaudvarról a Főpályaudvarra kerül a 42-es járat végállomása.

## Útvonala
| Főpályaudvar → Árkád → Árpádváros → Nagyárpád | Nagyárpád → Árpádváros → Árkád → Főpályaudvar |
| --- | --- |
| Főpályaudvar – Vasút utca – Kálvin utca – Bajcsy-Zsilinszky utca – Nagy Lajos király útja – Alsómalom utca – Árpád híd – Siklósi út – Faiskola utca – Nagyárpádi út – Kemény Zsigmond utca – Németh Béla utca – Nagyárpád | Nagyárpád – Németh Béla utca – Kemény Zsigmond utca – Nagyárpádi út – Faiskola utca – Siklósi út – Árpád híd – Alsómalom utca – Nagy Lajos király útja – Bajcsy-Zsilinszky utca – Kálvin János utca – Vasút utca – Főpályaudvar |

## Megállóhelyei
| 42 (Főpályaudvar – Nagyárpád) |                         |          | |                                                           |
| Perc (↓)                      | Megállóhely             | Perc (↑) | Megállóhelyet érintő járatok | Létesítmények                                             |
| 0                             | Főpályaudvar végállomás | 15       | 3, 3E, 4, 4Y, 6, 6E, 7, 7Y, 8, 13, 13E, 13Y, 14, 14Y, 15, 15A, 20, 30, 31, 32, 32Y, 33, 34, 34Y, 35, 35Y, 36, 37, 38, 38Y, 39, 40, 41, 41E, 41Y, 42, 42Y, 43, 44, 46, 47, 73, 73Y, 104, 104A, 104E, 104Y, 130, 130A, 140 · Helyközi autóbuszok · Főpályaudvar | Vasútállomás, MÁV Területi Igazgatósága, Autóbusz-állomás |
| 3                             | Árkád, autóbusz-állomás | 13       | 3, 3E, 6, 6E, 7, 7Y, 8, 20, 21, 21A, 22, 23, 23Y, 24, 41, 41E, 41Y, 42, 42Y, 43, 60, 60A, 60Y, 73, 73Y, 103, 107E, 109E, 121, 130, 130A · Helyközi és távolsági autóbuszok                                                                                    | Árkád, Távolsági autóbusz-állomás                         |
| 5                             | Bőrgyár                 | 10       | 3, 6, 7, 7Y, 8, 22, 23, 23Y, 24, 33, 41, 41Y, 42, 42Y, 43, 60, 60A, 60Y, 73, 73Y, 103, 130, 130A · Helyközi autóbuszok | Bőrgyár                                                   |
| 6                             | Béke utca               | 8        | 6, 7, 7Y, 8, 22, 23, 23Y, 24, 41, 41Y, 42, 42Y, 43, 73, 73Y | Interspar                                                 |
| 8                             | Interspar               | 6        | 41, 41Y, 42, 42Y, 142 | Temető, Interspar                                         |
| 9                             | Temető keleti kapu      | 5        | 41, 41Y, 42, 42Y, 142 | Temető                                                    |
| 11                            | Csárda                  | 4        | 41, 41Y, 42, 42Y, 142 |                                                           |
| 12                            | Községhatár             | 3        | 41, 41Y, 42, 42Y, 142 |                                                           |
| 13                            | Kiss János utca         | 1        | 41, 41Y, 42, 42Y, 43, 142 |                                                           |
| 15                            | Nagyárpád végállomás    | 0        | 41, 41Y, 42, 42Y, 43, 142 |                                                           |